# Meteorologische Ausdrücke
In der Wetterkunde (Meteorologie) werden zur besseren Verständigung der Forscher untereinander und zwischen Forscher und Anwender (Beispiel: Seewetterbericht, Navtex) international festgelegte Fachausdrücke verwendet. Hier eine Liste auf Deutsch, Englisch, Spanisch und Französisch:
Die Tabellen sind nach Sprachen alphabetisch sortierbar.

## Windstärke
| Bft | Knoten | Windstärke (deutsch) | wind force (englisch) | fuerza del viento (spanisch) | force de vent (französisch) |
| --- | ------ | -------------------- | --------------------- | ---------------------------- | --------------------------- |
| 0   | 0      | still                | calm                  | calma                        | calme                       |
| 1   | 1–3    | leiser Zug           | light air             | ventolina                    | très légère brise           |
| 2   | 4–6    | leichte Brise        | light breeze          | brisa débil, flojito         | légère brise                |
| 3   | 7–10   | schwache Brise       | gentle breeze         | brisa débil, flojo           | petite brise                |
| 4   | 11–15  | mäßige Brise         | moderate breeze       | brisa moderada               | jolie brise                 |
| 5   | 16–21  | frische Brise        | fresh breeze          | brisa fresca                 | bonne brise                 |
| 6   | 22–27  | starker Wind         | strong breeze         | brisa fuerte                 | vent frais                  |
| 7   | 28–33  | steifer Wind         | near gale             | viento fuerte, frescachón    | grand frais                 |
| 8   | 34–40  | stürmischer Wind     | gale                  | viento duro                  | coup de vent                |
| 9   | 41–47  | Sturm                | strong gale           | viento muy duro              | fort coup de vent           |
| 10  | 48–55  | schwerer Sturm       | storm                 | temporal                     | tempête                     |
| 11  | 56–63  | orkanartiger Sturm   | violent storm         | temporal duro, borrasca      | violente tempête            |
| 12  | >64    | Orkan                | hurricane             | huracán                      | ouragan                     |

## Seegang
| Stärke | Seegang (deutsch)           | state of sea (englisch) | estado del mar (spanisch) | état de la mer (französisch) |
| ------ | --------------------------- | ----------------------- | ------------------------- | ---------------------------- |
| 0      | spiegelglatte See           | calm-glassy             | calma                     | calme                        |
| 1      | ruhige See                  | calm-rippled            | mar rizada                | calme, ridée                 |
| 2      | schwach bewegte See         | smooth wavelets         | marejadilla               | belle, vagulette             |
| 3      | leicht bewegte See          | slight                  | marejada                  | peu agitée                   |
| 4      | mäßig bewegte See           | moderate                | fuerte marejada           | agitée                       |
| 5      | grobe See                   | rough                   | mar gruesa                | forte                        |
| 6      | sehr grobe See              | very rough              | mar muy gruesa            | très forte                   |
| 7      | hohe See                    | high                    | mar arbolada              | grosse                       |
| 8      | sehr hohe See               | very high               | mar montañosa             | très grosse                  |
| 9      | außergewöhnlich schwere See | phenomenal              | mar enorme                | énorme                       |

## Sicht
| Sicht | Meilen bzw. Meter (Nebel) | Sicht (deutsch)      | visibility (englisch) | visibilidad (spanisch) | visibilité (französisch) |
| ----- | ------------------------- | -------------------- | --------------------- | ---------------------- | ------------------------ |
| 9     | 25 sm,0                   | außergew. gute Sicht | excellent v.          | excelente v.           | excellente v.            |
| 8     | 10 sm,0                   | sehr gute Sicht      | very good v.          | muy buena v.           | tres bonne               |
| 7     | 05 sm,0                   | gute Sicht           | good v.               | buena v.               | bonne                    |
| 6     | 02 sm,0                   | mäßige Sicht         | moderate v.           | moderada v.            | moyenne                  |
| 5     | 01 sm,0                   | schwach diesig       | poor v.               | escasa v. r            | réduite                  |
| 4     | 00,5 sm                   | diesig               | very poor v           | muy escasa v.          | très réduite             |
| 3     | 500 m                     | dünner Nebel         | moderate fog          | niebla moderada        | brouillard tenu          |
| 2     | 200 m                     | mäßiger Nebel        | fog                   | niebla                 | brouillard               |
| 1     | 050 m                     | starker Nebel        | thick fog             | niebla espesa          | brouillard épais         |
| 0     | <50m                      | dicker Nebel         | dense fog             | niebla densa           | brouillard très épais    |

## Verschiedenes
| deutsch         | englisch             | spanisch                | französisch            |
| --------------- | -------------------- | ----------------------- | ---------------------- |
| Tief            | low pressure         | baja presión            | Profond                |
| Tiefdruckgebiet | low pressure region  | zona de bajas presiones | zone de basse pression |
| Hoch            | high pressure        | alta presión            | forte pression         |
| Hochdruckgebiet | high pressure region | zona de altas presiones | zone de haute pression |